# ۲۶ مه
۲۶ مه در تقویم گرگوری، صد و چهل و ششمین (در سال‌های کبیسه صد و چهل و هفتمین) روز سال است. ۲۱۹ روز تا پایان سال باقی است.

## رویدادها
- ۱۸۰۵ - ناپلئون بناپارت امپراتور فرانسه لقب پادشاه ایتالیا را در میلان برای خود برگزید.
- ۱۸۲۲ - آتش‌سوزی کلیسای گرو در نروژ بزرگترین فاجعه حریقی به کشته شدن ۱۱۶ نفر منجر شد.
- ۱۸۳۰ - قانون جابه جایی سرخپوستان در کنگره ایالات متحده آمریکا به تصویب رسید.
- ۱۸۶۴ - ایالت مونتانا به ایالات متحده پیوست.
- ۱۸۷۹ - روسیه تزاری و بریتانیا برای تشکیل یک دولت محلی در افغانستان به توافق رسیدند.
- ۱۸۹۶ - نیکلای دوم در روسیه تزار شد.
- ۱۹۰۸ - اولین کشف گسترده نفت خام برای استخراج تجاری در خاورمیانه در مسجدسلیمان ایران انجام شد. شرکت نفت ایران و انگلیس سریعاً امتیاز استخراج این میدان نفتی را به دست آورد.
- ۱۹۰۸ - ناو سبک آلمانی اس‌ام‌اس امدن پس از اتمام کار ساخت، به آب انداخته شد.
- ۱۹۱۸ - جمهوری دموکراتیک گرجستان تشکیل شد.
- ۱۹۶۶ - گویان استقلال خود را از بریتانیا کسب کرد.
- ۱۹۶۹ - آپولو ۱۰ پس از سفر هشت روزه به کره ماه با موفقیت به زمین بازگشت.
- ۱۹۷۰ - توپولف-۱۴۴ به عنوان اولین هواپیمای ترابری تجاری اتحاد شوروی شروع به کار کرد.
- ۱۹۷۲ - پیمان منع تولید موشک‌های ضد موشک بین ایالات متحده و شوروی سابق امضا شد.
- ۱۹۸۳ - زلزله ای به بزرگی ۷٫۷ ریشتر در ژاپن که موجب سونامی شد ۱۰۴ نفر را کشته و صدها تن را زخمی و بی خانمان کرد.
- ۱۹۸۶ - اتحادیه اقتصادی اروپا که بعدها به اتحادیه اروپا تغییر نام داد پرچم این اتحادیه را برگزید.
- ۱۹۹۱ - زفیاد گامساخوردیا به عنوان اولین رئیس جمهور گرجستان پس از فروپاشی اتحاد جماهیر شوروی انتخاب شد.
- ۱۹۹۱ - در اثر نقص فنی بوئینگ ۷۶۷ در پرواز شماره ۰۰۴ خطوط هوایی لوآندا بر فراز غرب تایلند و سقوط هواپیما همه ۲۲۳ تن سرنشین کشته شدند.
- ۱۹۹۸ - روز ملی عذرخواهی در استرالیا به مناسبت عذرخواهی دولت این کشور از بومیان به دلیل مصیبت‌های وارده به آن‌ها در چندین سال گذشته با حضور بیش از یک میلیون نفر برگزار شد.
- ۲۰۰۸ - طوفان شدیدی در جنوب و شرق چین به وقوع پیوست که موجب کشته شدن ۱۴۸ تن و بی خانمانی بیش از ۱٫۳ میلیون نفر شد.
- ۱۹۷۶- تأسیس جمهوری مولوسیا توسط کوین باو.

## زادروزها
- ۱۹۲۶ - مایلز دیویس، نوازندهٔ معروف ترومپت در آمریکا در سبک جاز. (مرگ: ۱۹۹۱)
- ۱۹۸۲ - مونیک الکساندر،بازیگر پورنو و مدل برهنهٔ آمریکایی.